# Jelenka (schronisko)

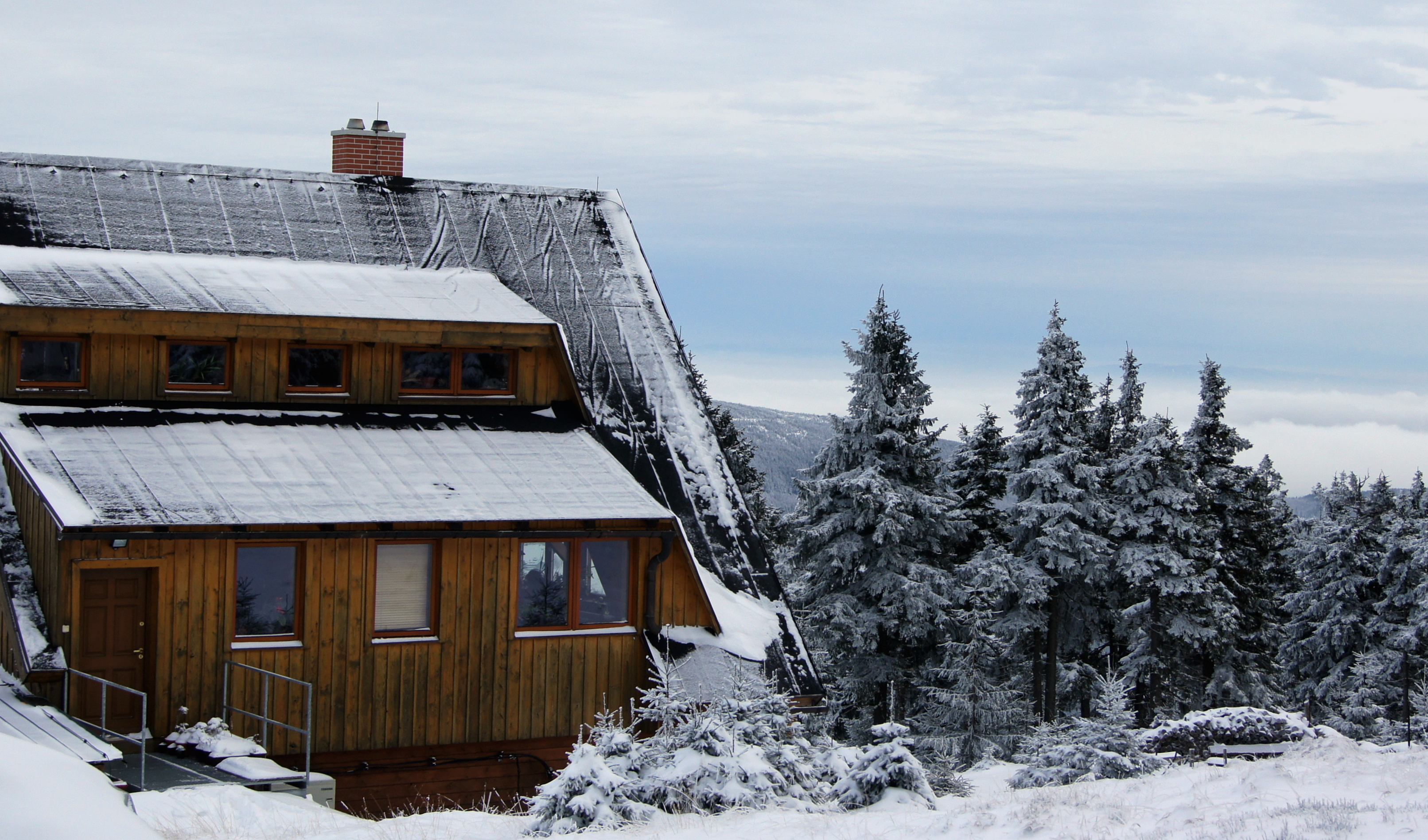
Schronisko Jelenka

Jelenka – górskie schronisko turystyczne w Czechach, w Sudetach Zachodnich, we wschodnich Karkonoszach, w kraju hradeckim.

## Położenie
Górskie schronisko położone jest na wysokości (1260 m n.p.m.) w Czechach, na północny zachód od Sowiej Przełęczy, na wschodnim zboczu Czarnego Grzbietu, na małej polanie przy granicy państwowej z Polską. 

## Historia
Początki działalności schroniska sięgają okresu przedwojennego, kiedy od 1936 działała tutaj Emma-quellen-baude (pierwotnie domek myśliwski hrabiego Jaromira Černín-Morzin).
Nazwa źródła Emma-quellen nawiązywała do imienia matki hrabiego Jaromira Černín-Morzin, zmarłej przedwcześnie w 1905 hr. Emmy Černín.

## Turystyka
Schronisko położone jest przy szlakach turystycznych:
 – niebieski, prowadzący z Przełęczy pod Śnieżką na Przełęcz Okraj i dalej.
 – czerwony fragment Głównego Szlaku Sudeckiego prowadzący ze Śnieżki do Pomezní Boudy i dalej.
  - czeski zielony szlak turystyczny prowadzący ze schroniska Jelenka na Śnieżkę.